# Detective Lovelorn

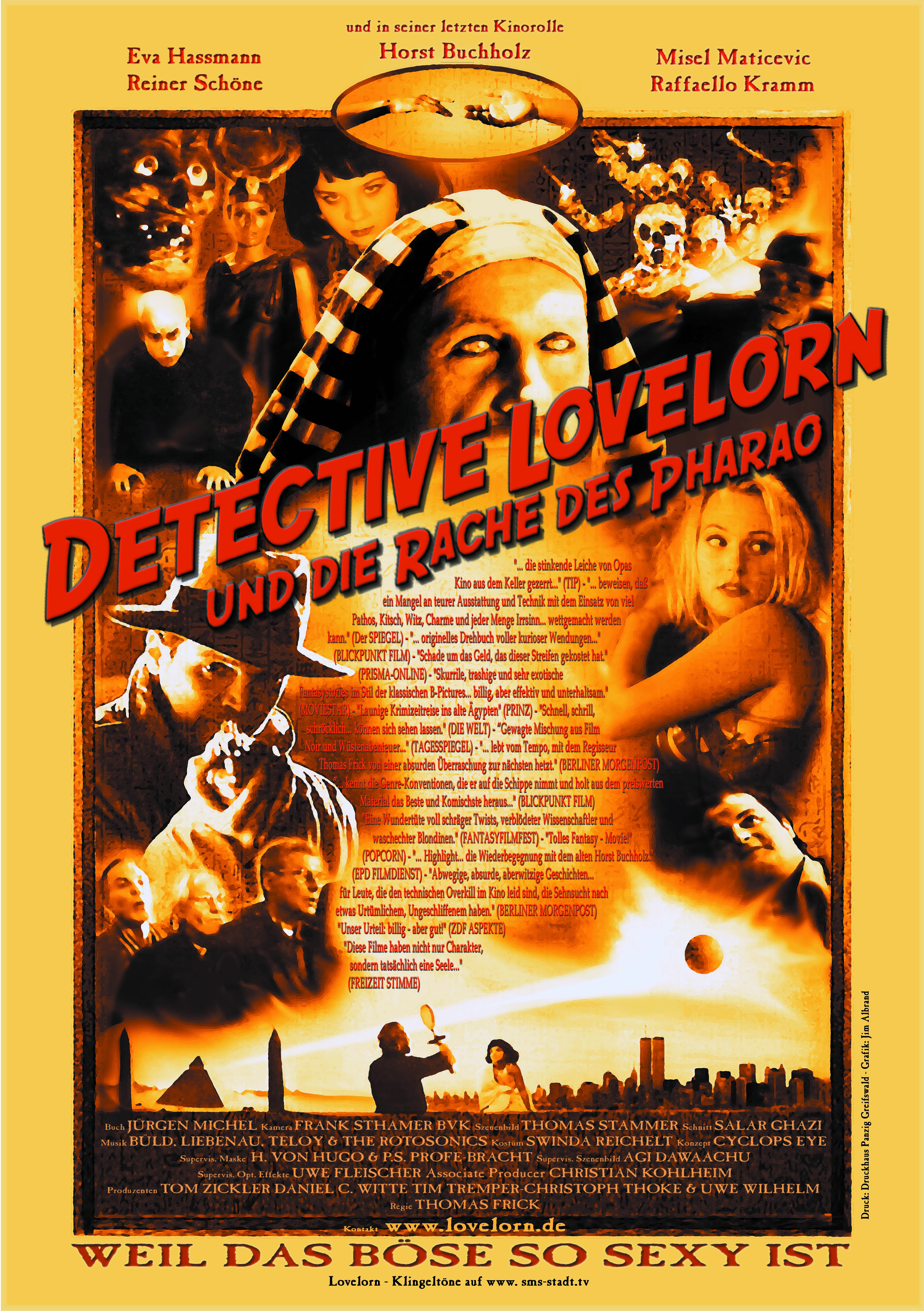
Filmplakat Detective Lovelorn

Planet B - Detective Lovelorn und die Rache des Pharao (auch Planet B - Detective Lovelorn, DVD-Titel: Detective Lovelorn) ist eine deutsche Abenteuer-Komödie aus dem Jahr 2002. Regie führte Thomas Frick, produziert wurde der Film von Thomas Zickler, der unter anderem für Kinoerfolge wie Knockin’ on Heaven’s Door, Keinohrhasen und Honig im Kopf verantwortlich war. In den Hauptrollen sind Mišel Matičević, Eva Hassmann, Reiner Schöne, Horst Buchholz (in seinem letzten Kinofilm) und Christoph Hagen Dittmann zu sehen.

## Handlung
Detective Nils Lovelorn lebt und arbeitet in Paris. Zu seinem ganz persönlichen Problem gehört seine gespaltene Persönlichkeit, durch die er sich unkontrolliert in sein zweites Ich verwandelt. So begegnet ihm, in seiner Stammkneipe in Paris Bébé, als sein eigenes Spiegelbild, denn Nils und Bébé sind zwei Seiten derselben Persönlichkeit. Während er die Bösen erschießt, verliebt sie sich in sie und will sie retten, was ihm seine Arbeit erschwert. Nun bekommt er auch noch von einem Orakelautomaten die Prophezeiung, dass er seinen nächsten Bösewicht nicht erschießen, sondern sich unglücklich in ihn verlieben wird. Er ahnt nicht, dass sein Onkel, Prof. Svedenborg, bei seinen wissenschaftliche Forschungen entdeckt hat, dass der altägyptische Pharao Thutmosis nach dreitausend jährigem Schlaf, durch die „Ägyptische Finsternis“, die sich alle 3469 Jahre wiederholt, erwacht ist und nun die Welt vernichten will.
Thutmosis ist mit der Wiedererweckung der Mumie seiner kleinen Schwester Ptah Ana Ha beschäftigt und lässt Svedenborg außer Gefecht setzen. Der Professor begegnet dabei seinen Kollegen Throttle  und Bovsky, die sich zum Widerstand entschließen und Nils ins alte Ägypten entsenden wollen, um den Pharao an seinen Wurzeln zu töten. Da der geniale Bovsky in Paris eine Zeitmaschine hat, informieren sie Nils telefonisch von ihrem Plan. Dem kommt die Zeitreise gelegen, hofft er doch so, Bébé loszuwerden, da sie auf Grund der gegenwärtigen Sternenkonstellation immer stärker wird und die Kontrolle über ihn zu übernehmen droht. Nils sagt zu. Die Wissenschaftler triumphieren.
Thutmosis entgeht das Vorhaben nicht und er schickt seinen Folterknecht Chebab nach Paris, um Nils an der Zeitreise zu hindern. Auf der Fahrt zur Zeitmaschine findet Nils den „Reiseführer ins Alte Ägypten“ von Sir Cecil Lumberton, in dessen Klappentext es heißt, dass „Lumberton auf seiner letzten Expedition spurlos verschollen“ sei. Wenig später liefert sich Chebab mit Nils, der bereits die Zeitreise gestartet hat, eine Schießerei. Nils erreicht unbeschadet das alte Ägypten, während Chebab mit ungewissem Ziel in die Vergangenheit geschleudert wird.
Thutmosis bietet den gefangenen Wissenschaftlern derweil „einen kleinen Ausblick in ihre Zukunft“ und er schickte sie in einer Zeitblase von 12 Stunden in die Zukunft. Die Wissenschaftler stehen vor einer grünen wabbligen Wand befinden sich in einer Phase, in welcher der Untergang der Welt bereits eingetreten ist. Hier machen sie einige Erfahrungen mit der möglichen Zukunft und experimentieren mit einer Heartbreakermaschine. 

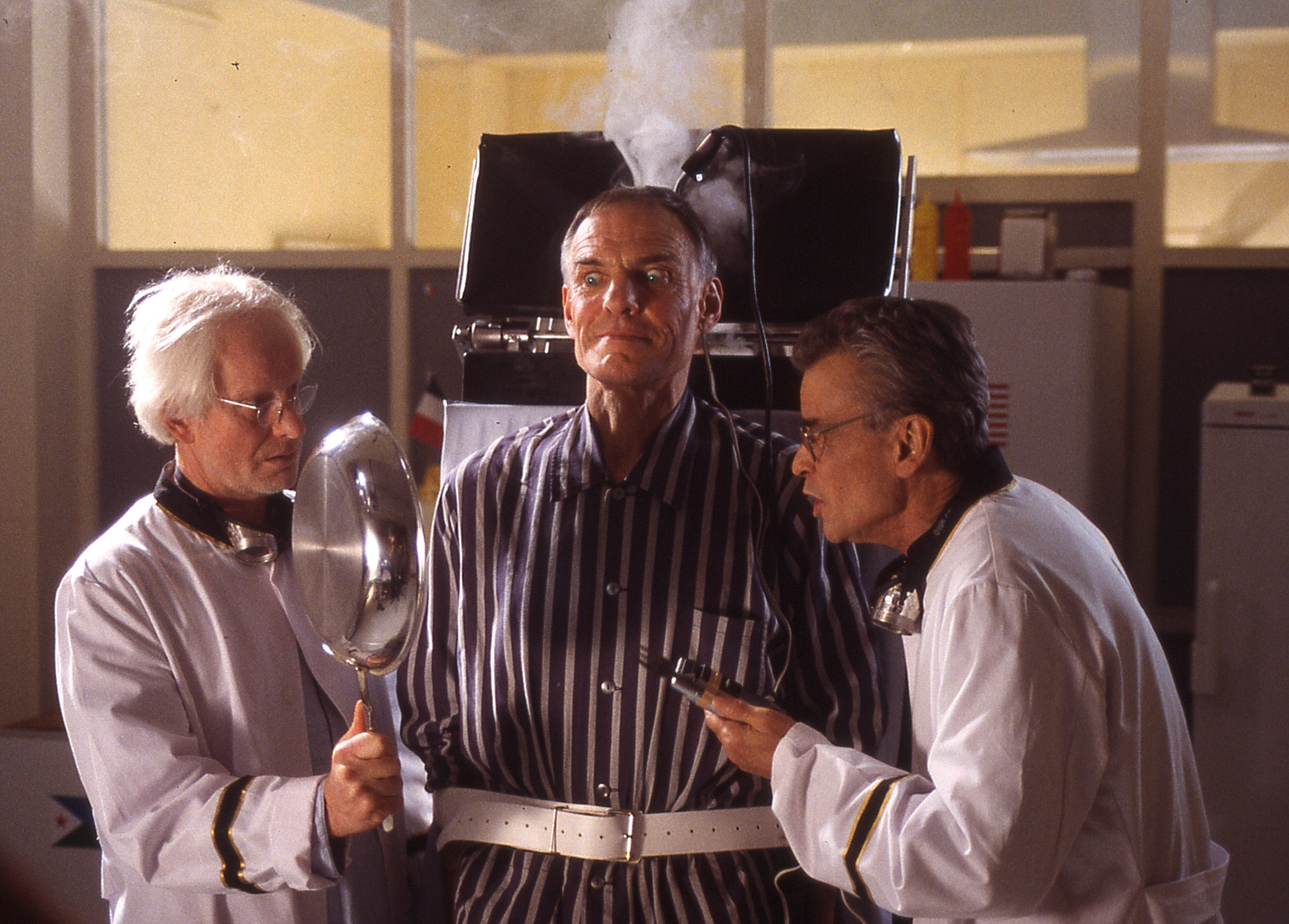
Szenenfoto aus dem Film Detective Lovelorn

Dank seiner magischen Kräfte ist Thutmosis über die laufenden Ereignisse informiert und kontaktiert Chebab, der geradewegs in der Totenstadt Abydos gelandet ist. Dort soll er Nils aufzulauern. Der stellt sich gerade im alten Ägypten dem Pharao entgegen, als hinter ihm, in einer polierten Platte als sein Spiegelbild, Bébé erscheint. Nils versucht, den Pharao zu erschießen, aber gleichzeitig beginnt Bébé, die den Mord verhindern will, die Kontrolle über Nils Körper zu übernehmen, was ihr aufgrund der aktuellen Sternenkonstellation gelingt. Bébé erklärt Thutmosis, sie sei die neue Orakelpriesterin und der Pharao verliebt sich auf den ersten Blick in sie, lässt sich dann aber doch nicht verführen. Nils, gefangen im Spiegel tobt und überzeugt Bébé, dass sie die Welt retten wird, wenn sie Thutmosis „zum Tempel des Liebesgottes Anubis“ führt, wo ihr der Pharao garantiert mit Haut und Haaren verfallen würde. Zumindest hat er dies so in Lumbertons „Reiseführer durch das Alte Ägypten“ gelesen. Auf dem Weg dorthin gelangen sie in die Höhle des Anubis, die aber eine Falle ist und peitschenschwingenden Mumien den Pharao bedrohen. Die Flucht aus der Höhle gelingt, da Chebab eingreift und ihnen ein Grabräuber richtigen den Weg zeigt.
Die drei Wissenschaftler experimentieren mit dem improvisierten „Heartbreaker“ und durchbrechen damit die Zeitblase. Der Heartbreakerstrahl verlässt die Erde und umkreist „schneller als mit Lichtgeschwindigkeit“ den Mars, durch dessen Anziehungskraft er umgelenkt und umgehend ins alte Ägypten geschleudert wird. Der grüne Strahl rast heran, trifft aber nicht wie geplant Bébé, sondern Thutmosis, der sich dazwischen wirft. Nach kurzem Kampf ist sein Herz gebrochen und er bezichtigt Bébé des geplanten Königsmordes. Sie soll lebendig begraben werden. Da niemand auf seinen Befehl reagiert und sogar sein treuer Folterknecht Chebab meutert, schießt er ihn kurzerhand mit dem aus seinen Augen sprühenden Heartbreakerstrahl durch die nächste Wand. 
Von Thutmosis in eine Gruft gesperrt gibt Bébé voller Resignation Nils seinen Körper zurück. Doch Nils ist empört. „Was soll ich denn in diesem gottverlassenen Loch mit meinem Körper anfangen?“ Unerwartet entdeckt er unter dem feuchten Sand eine Klappe und kann sich befreien. Er kommt gerade noch recht, als der Pharao der Göttin Ré ein Opfergeschenk bringen will und so geraten Nils und der Pharao in einen Ring – einen Lichtkreis, in dem sie kämpfen sollen. Der Verlierer wird in den Strahlen der wiederkehrenden Sonne zu Asche zerfallen. Als Nils droht von Thutmosis besiegt zu werden, erscheint in einem Spiegel Bébé und fordert Thutmosis auf, Nils leben zu lassen, weil sie sonst auch sterben würde. Thutmosis verzichtet ihr zuliebe auf den Sieg und geht brennend in einen Lichtstrahl zugrunde.
Thutmosis zwingt die Wissenschaftler, ihm zu folgen, um dabei zu sein, wenn er der Menschheit den Gnadenstoß versetzt. Doch sein Ziel schlägt aufgrund der Ereignisse der veränderten Vergangenheit fehl, Ptah Ana Ha verwandelt sich in den Gott Amon und die Weltuntergangsmagie ist verschwunden. Der Pharao erfüllt den Amon-Schwur und trinkt sein eigenes Blut „bis zum letzten Tropfen“ und verschwindet mit Amon / Ptah Ana Ha.
Im alten Ägypten spricht im Tempel des Ré Nils Bébé seinen Respekt aus und schlendert auf ihr Spiegelbild zu. Sie strecken einander die Hände entgegen und plötzlich ist kein trennender Spiegel mehr zwischen ihnen.

## Hintergrund
Detective Lovelorn und die Rache des Pharao gehört zur B-Movie-Reihe Planet B des Berliner Produktionsunternehmens TTD Checkpoint Berlin Filmproductions, welches 1999 von Timothy Tremper, Thomas Zickler und Daniel C. Witte gegründet wurde. In der Reihe erschienen außerdem die Filme The Antman und Mask Under Mask.

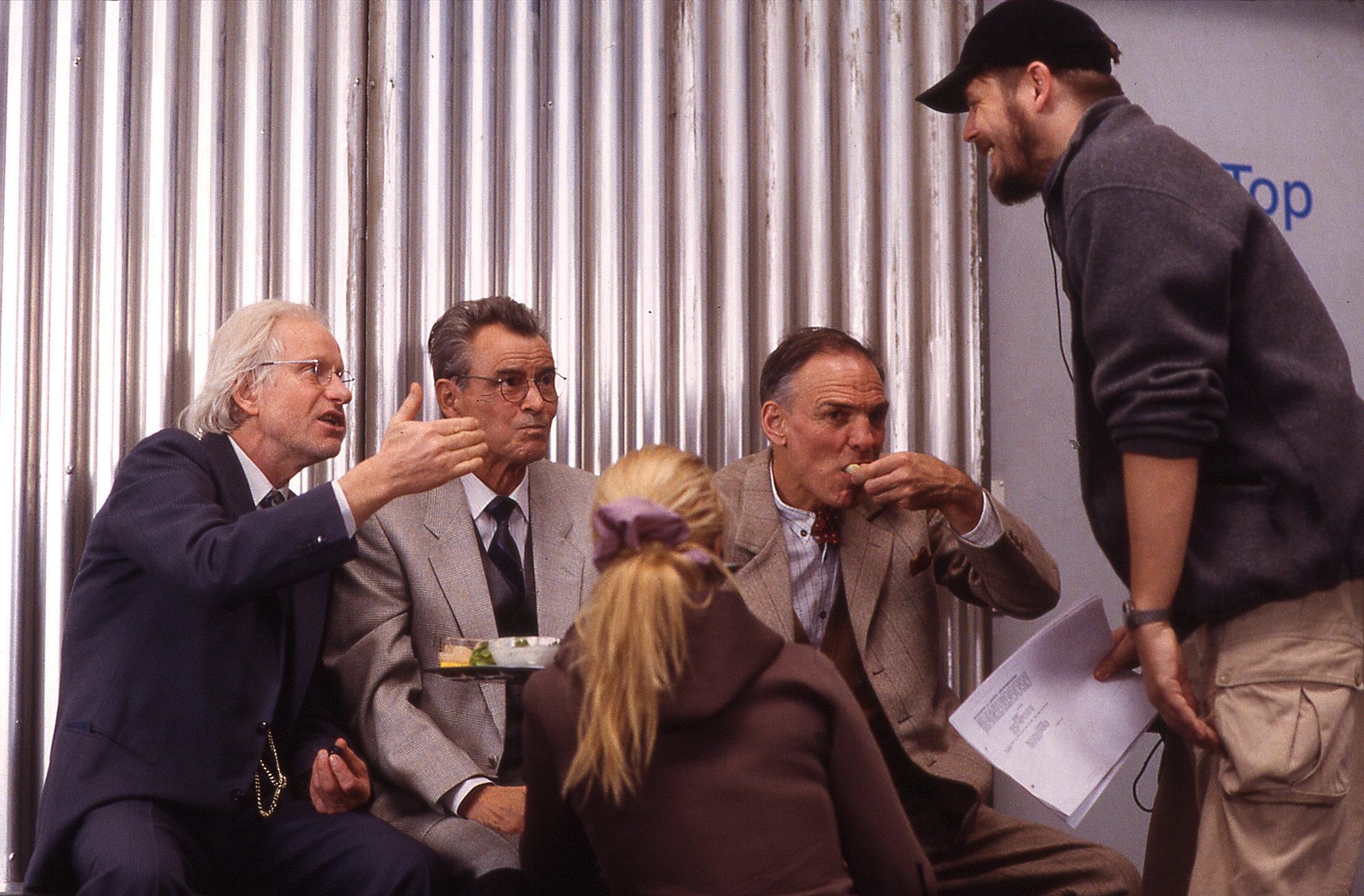
Dreharbeiten zu Detective Lovelorn

Gedreht wurde Planet B - Detective Lovelorn und die Rache des Pharao mit einem Budget von etwa 800.000 Euro im Studio Babelsberg in Potsdam. Der Film wurde unter anderem auf dem Fantasy Filmfest 2002 und der Berlinale 2002 aufgeführt. Kinostart in Deutschland war am 30. Januar 2003, die Veröffentlichung auf DVD erfolgte aufgrund rechtlicher Probleme erst im Jahr 2010.
Detective Lovelorn und die Rache des Pharao ist das Spielfilmdebüt des deutschen Regisseurs Thomas Frick.
Detective Lovelorn und die Rache des Pharao hatte seine Weltpremiere auf der Berlinale 2002 und war für den Best First Movie Award nominiert.

## Rezeption
"DETECTIVE LOVELORN ist Teil einer „Planet B“ genannten Reihe, deren Filme hinsichtlich ihrer Storys, filmischen Mittel und Budgets bewusst an alte B-Picture-Traditionen anknüpfen. (Berlinale 2002, Perspektive Deutsches Kino)
Das  leipzig-almanach.de schrieb: „Aneinanderreihung von lustigen, spannenden, abstrusen und immer wieder lustigen Sequenzen mit teilweise hanebüchenen Dialogen und irrwitzigen Ereignissen. ...dadurch, dass er keinen Anspruch auf Sinn erhebt und sich wohl auch selbst nicht ganz ernst nimmt, ist er den Besuch allemal wert und übrigens auch manchen Leinwand-Quälereien, die ihren Weg in die großen Kinos gefunden haben, vorzuziehen. Ein 1A B-Film! (Friederike Haupt, Leipzig Almanach - Das Online-Feuilleton)“
Bei cinema.de kam man zu der Wertung: „Wer jedoch auf bissige Stühle und Plumpaquatsch-Mumien steht, wird an diesem Film seine wahre Freude haben.“
„Ein köstliches B-Movie.“ schrieb moviepilot.de „Herrlich abgedreht und voller schräger Gags.“(Moviepilot, Userbewertung)
Und bei f3a.net hieß es: „Eine Wundertüte voll schräger Twists, verblödeter Wissenschaftler und waschechter Blondinen.“ (Fantasy Filmfest)